# Pissonotus binotatus
Pissonotus binotatus är en insektsart som beskrevs av Spooner 1912. Pissonotus binotatus ingår i släktet Pissonotus och familjen sporrstritar. Inga underarter finns listade i Catalogue of Life.